# 菅裕明
菅裕明（日语：／，1963年2月21日—）是日本的生物化學家，東京大學化學系教授與新創公司PeptiDream的創辦人，現擔任日本化學會會長。

## 生平
菅裕明於1963年生於日本岡山縣岡山市，1986年於岡山大學獲學士學位，1989年又獲碩士學位，隨後留學美國麻省理工學院（MIT），於1994年獲化學博士學位，指導教授為日裔美國生化學家正宗悟。畢業後菅裕明至麻省總醫院傑克·索斯塔克實驗室進行三年的博士後研究，1997年獲紐約州立大學水牛城分校化學系聘為助理教授，2002年晉升為副教授，2003年將實驗室遷至日本東京大學先端科學技術研究中心，不久後晉升為正教授。
2020年菅裕明入選日本學術會議會員；2022年他入選日本內閣府综合科学技术创新会议（CSTI）議員，同年5月起擔任日本化學會會長
2023年，菅裕明獲頒該年度的沃爾夫化學獎。

## 研究

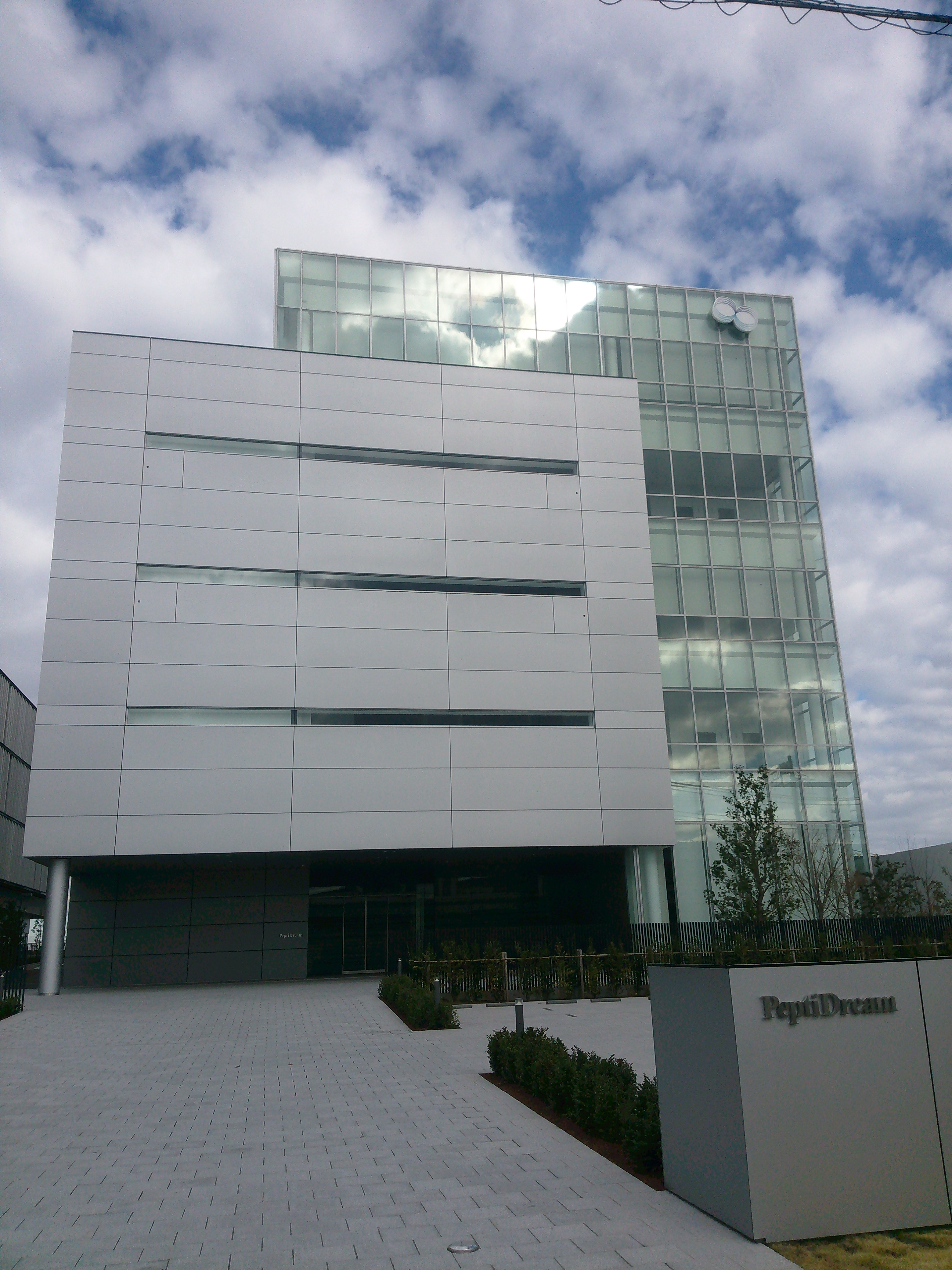
位於神奈川縣的PeptiDream總部大樓

菅裕明主要的研究項目為利用帶有特殊氨基酸的tRNA轉譯生成特殊多肽，他開發了名為「Flexizyme」的核酶，此核酶為廣效的氨醯-tRNA合成酶，可催化多種特殊氨基酸（生物正常編碼的20種氨基酸以外的氨基酸）的腺苷醯化反應，製造帶有特殊氨基酸的氨醯tRNA，進而重新編碼遺傳密碼，利用核糖體合成帶有特殊氨基酸的多肽。以此技術為基礎，菅裕明開發了名為「RaPID」的高通量多肽實驗系統，可合成數十億種多肽，並檢測其中是否有可和特定蛋白質結合而具臨床應用價值者。
2006年，菅裕明開設新創公司PeptiDream以推廣RaPID系統，與數家製藥公司合作。PeptiDream已在東京證券交易所上市。

## 外部連結
- 菅裕明研究室 （页面存档备份，存于）